# Клаусніц
Клаусніц (нім. Claußnitz) — громада в Німеччині, розташована в землі Саксонія. Входить до складу району Середня Саксонія.
Площа — 21,12 км2. Населення становить 3004 ос. (станом на 31 грудня 2020).